# First Signs of Frost
First Signs of Frost ist eine englische Progressive-Metal-Band aus London, welche 2004 gegründet wurde.

## Geschichte
Die Wurzeln der Band liegen zurück in der Gründung der Band Skud zur Jahrtausendwende, welche sich 2003 in Subject to Change umbenannte. Nachdem deren Gitarrist Ben Ashton und der Bassist Ian Rees die Band verließen und durch Adam Mason und Dan Oehlman ersetzt wurden, benannte sich die Band in den Namen First Signs of Frost um. Nachdem die Band 2004 eine Demo mit drei Liedern aufgenommen und einige Konzerte gespielt hatte, veröffentlichte die Band noch im selben Jahr ihre Debüt-EP, welche den Namen In Our Final Chapter trug und von dem Gitarristen John Mitchell produziert wurde, welcher bereits mit Bands wie Funeral for a Friend, Kids in Glass Houses und Architects zusammengearbeitet hatte. Im Jahre 2005 verließ der Bassist Dan Oehlman ein Jahr darauf die Band und wurde durch Simon Poulton ersetzt. Zudem erschien das Lied In Our Final Chapter auf der aller ersten Veröffentlichung des britischen Labels Basick Records in Form einer Kompilation mit dem Namen Do You Feel This?. Anschließend ging die Band im Oktober auf Tour durch Großbritannien, wo sie unter anderem an der Seite von Enter Shikari auftrat.
Im Jahre 2007 veröffentlichte die Band mit The Lost Cause ihre zweite EP über das japanische Plattenlabel Zestone Records, auf die zwischen Mai und Juni eine Tour mit der Band Exit Ten durch das Vereinigte Königreich folgte. Nachdem der Sänger Daniel Tompkins ein Jahr später der Band hinzustieß, veröffentlichte die Band eine Split-EP mit The Casino Brawl und Elias Last Day, welche über das britische Label Small Town Records veröffentlicht wurde und auf denen die Lieder Through the Exterior und Sing Sing Aint My Style zu hören waren. Anschließend spielte die Band im November eine gemeinsame UK-Tour mit Deaf Havana. Nachdem die Band die Studioaufnahmen zu ihrem ersten Album beendet hatte, gab die Band bekannt, dass Daniel Tompkins beschlossen hatte die Band wieder zu verlassen, da er im Anschluss der Band TesseracT beitrat und sich mehr seinem Projekt Piano widmen wollte. Im November 2009 wurde mit Atlantic das Debütalbum der Band, wie bereits die EP zuvor, über Zestone Records veröffentlicht, welches von Acle Kahney, dem Gründer der Band TesseracT, produziert wurde, welcher bereits zuvor das Lied Through the Exterior für die Band produziert hatte. Des Weiteren befanden sich auf dem Album neben neun neuen Liedern auch drei weitere Lieder von der zwei Jahre zuvor erschienenen EP, welche neu aufgenommen wurden.

## Diskografie

### Alben
- 2009: Atlantic (Zestone Records)

### EPs
- 2004: In Our Final Chapter (Eigenvertrieb)
- 2007: The Lost Cause (Zestone Records)

### Splits
- 2008: The Casino Brawl / Elias Last Day / First Signs of Frost (Small Town Records)